# Gonçalo Tavares

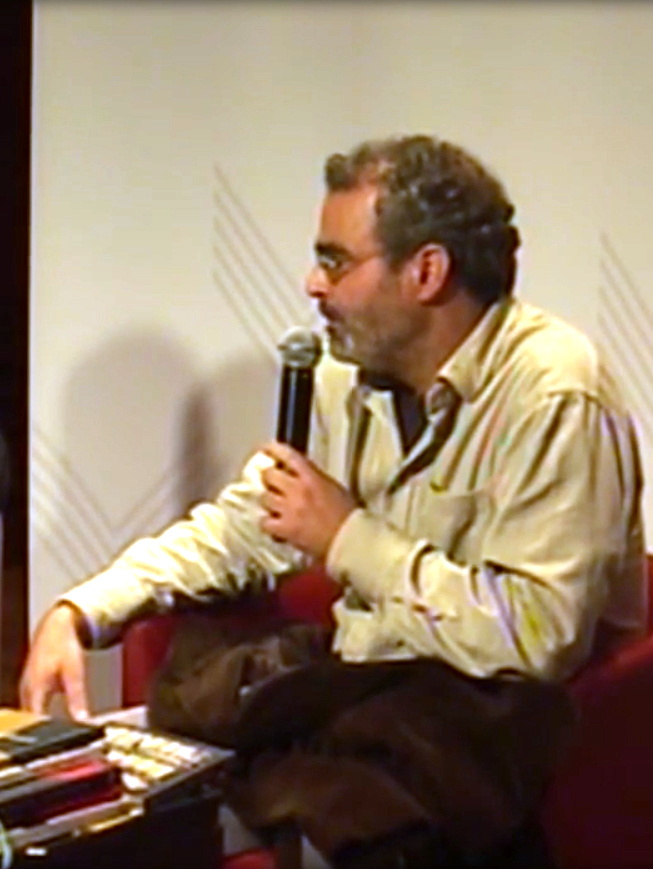
Gonçalo M. Tavares

Gonçalo M. Tavares (Luanda, 2 augustus 1970) is een Portugees schrijver. Hij doceert tevens wetenschapsfilosofie aan de universiteit van Lissabon.
Gonçalo Tavares debuteerde in 2001. Sindsdien werd hij veelvuldig bekroond. In 2005 kreeg Tavares de José Saramagoprijs voor jonge schrijvers voor zijn roman Jeruzalem. Nobelprijswinnaar José Saramago sprak zich toen erg lovend uit over het boek. In 2010 kaapte de roman Aprender a Reza na Era de Téchnica de prestigieuze Franse prijs weg voor Beste buitenlandse boek. De romans van Tavares zijn in 32 landen vertaald.
Over Jeruzalem (Querido, 2011), het eerste in het Nederlands vertaalde boek, schreef Hans van Wetering in Vrij Nederland:
"Met Jeruzalem heeft Tavares een even beklemmend als aangrijpend boek geschreven. [...] Dat Jeruzalem ondanks de duistere thematiek niet in zwaarmoedigheid ten onder gaat, is zeker ook te danken aan de zwartgallige, absurdistische humor die het boek doordrenkt."
In 2012 verscheen de vertaling Leren bidden in het tijdperk van de techniek, eveneens bij Querido, eveneens door Harrie Lemmens.